# دن شولمن
دن شولمن (انگلیسی: Dan Schulman؛ زادهٔ ۱۹ ژانویهٔ ۱۹۵۸) مدیر اجرایی اهل ایالات متحده آمریکا است، که هم‌اکنون به‌عنوان مدیرعامل شرکت پی‌پل فعالیت می‌کند و از اعضای هیئت مدیره شرکت‌های سیمنتک و ورایزن کامیونیکیشنز بشمار می‌آید.